# Mojtaba Mirzajanpour
Mojtaba Mirzajanpour Muziraji (7 de outubro de 1991) é um voleibolista profissional iraniano.

## Carreira
Mojtaba Mirzajanpour é membro da seleção iraniana de voleibol masculino. Em 2016, representou seu país na sua primeira participação no voleibol nos Jogos Olímpicos de Verão no Rio de Janeiro, que ficou em 8º lugar.